# Marzenna Adamczyk
Marzenna Adamczyk   (Polònia, 1956) és una professora, hispanista i diplomàtica polonesa. Des 2016 és la ambaixadora de Polònia a Espanya i Andorra. Anteriorment va ser ambaixadora de Polònia a Cuba (2007-2010) i cònsol general de Polònia a Barcelona (2010-2013).

## Biografia
Llicenciada amb honors en estudis hispànics per la Universitat de Varsòvia el 1980, després de completar la carrera va passar a treballar en el seu Departament d'Estudis Llatinoamericans. Al llarg de més de vint anys ha anat publicant investigacions sobre història i cultura hispànica, traduint obres al polonès, i organitzant esdeveniments per acostar a Polònia als estats de parla hispana.
Entre 1999 i 2005 va formar part del cos diplomàtic de l'ambaixada de Polònia a Espanya, primer com a secretària principal i després com a agregada cultural. Després de tornar a Polònia va ser nomenada directora d'afers estudiantils de l'Institut d'Estudis Ibèrics i Llatinoamericans de la Universitat de Varsòvia.
L'octubre del 2007 va ser nomenada ambaixadora de Polònia a Cuba, amb l'objectiu de reimpulsar les relacions bilaterals entre els dos estats. Tres anys més tard va tornar a Espanya per convertir-se en cònsol general de Polònia a Barcelona. Després d'acabar la seva missió diplomàtica l'any 2013, va tornar a exercir com a professora d'estudis hispànics a la Universitat de Varsòvia.
Des del 13 d'octubre de 2016 és la ambaixadora de Polònia a Espanya i Andorra.